# 李强 (1972年)
李强（1972年—），男，四川自贡人，中華人民共和国劳工权益倡导者，曾經是美国哥伦比亚大学访问学者。他于2000年10月美国创办中國勞工觀察。他通过和媒体合作，报道跨国公司企业在中国的劳工情况来影响社会责任标准的制定并且推动中国政府的劳工执法。

### 部份媒體引用的報告
- 凤凰周刊：大陆玩具企业的ICTI困境
- 时代周刊：生产线上的困扰 （页面存档备份，存于）
- 有線電視新聞網：中国玩具工厂残酷的劳动条件 （页面存档备份，存于）

### 媒体专访
- 纽约时报访问：http://thelede.blogs.nytimes.com/2012/01/26/q-and-a-with-li-qiang-of-china-labor-watch/ （页面存档备份，存于）
- 彭博新闻社专访：劳工活动分子要求伊万卡承担供应商侵犯工人权益的责任https://www.bloomberg.com/news/articles/2017-06-15/from-an-nyc-room-one-man-probes-ivanka-trump-s-china-trade-link （页面存档备份，存于）
- The Wire China: Who’s Afraid of Li Qiang? （页面存档备份，存于）

### 组织回应
- 国际玩具工业协会 针对NGO的劳工调查报告发表官方声明